# American Express
American Express Company, zkracovaná i jako AmEx nebo Amex, je globální finanční společnost sídlící v New Yorku. Byla založena roku 1850 a je významným vydavatelem kreditních karet a cestovních šeků. Od roku 1958 používá jako maskota zobrazení římského gladiátora.